# Arnaud Labbe

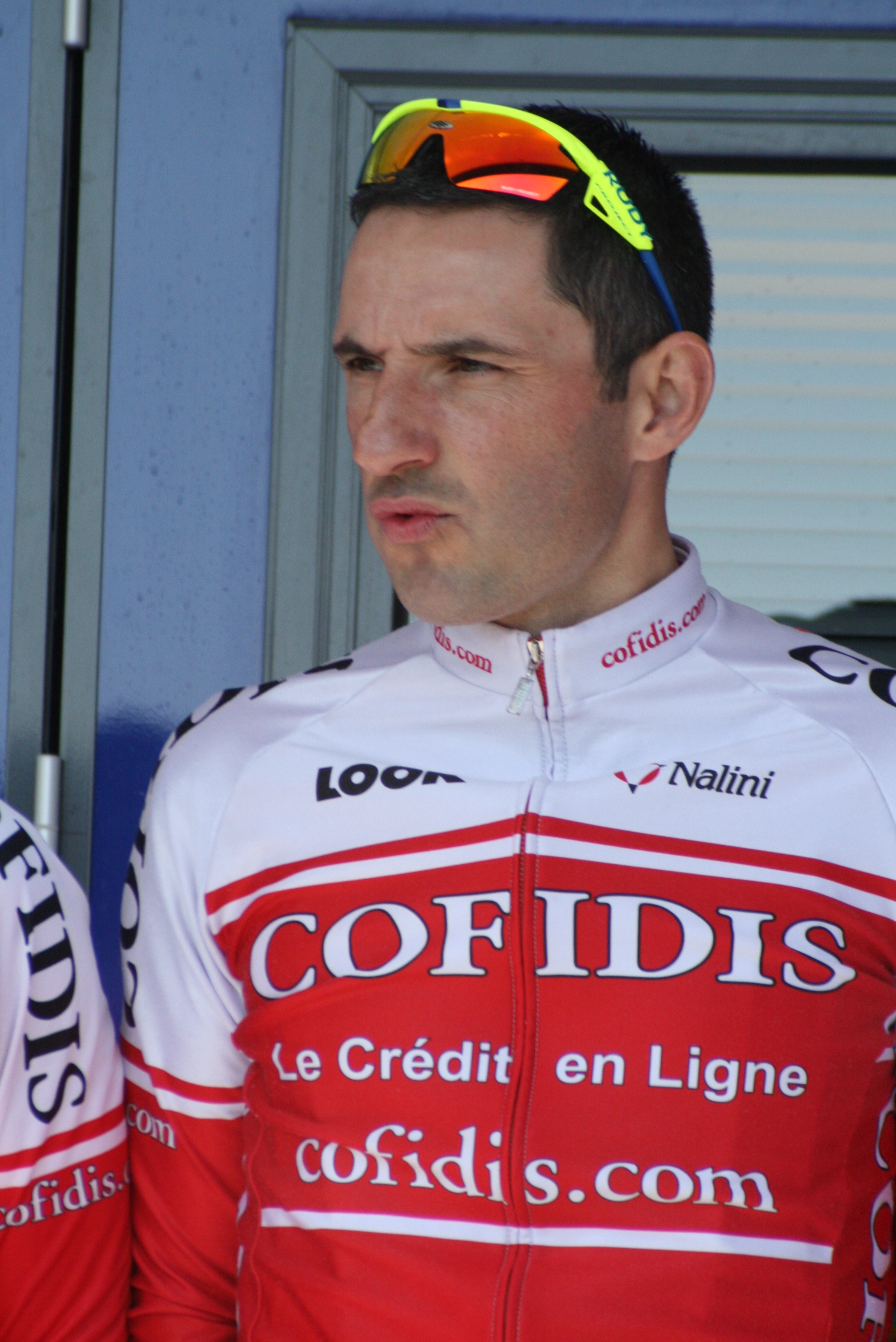
Arnaud Labbe bei den Vier Tagen von Dünkirchen 2011

Arnaud Labbe (* 3. November 1976 in Creil) ist ein französischer Radrennfahrer.
Arnaud Labbe gewann im Cyclocross bei den französischen Meisterschaften in den Jahren 2003, 2005, 2006 und 2008 jeweils die Bronzemedaille und siegte bei verschiedenen Rennen des UCI-Kalenders.
Seine internationale Karriere als Straßenradsportler begann er 2005 bei dem französischen Continental Team Auber 93. In seiner ersten Saison wurde er zu Beginn Dritter der Gesamtwertung beim Étoile de Bessèges. Von 2006 bis 2009 fuhr Labbe für das französische ProTeam Bouygues Télécom und 2010 bis 2013 für das Professional Continental Team Cofidis. Für diese Mannschaften bestritt er je zweimal den Giro d’Italia und die Vuelta a España.

## Grand-Tour-Platzierungen
| Grand Tour            | 2006 | 2007 | 2008 | 2009 | 2010 |
| --------------------- | ---- | ---- | ---- | ---- | ---- |
| Giro d’ItaliaGiro     | 116  | DNF  | –    | –    | –    |
| Tour de FranceTour    | –    | –    | –    | –    | –    |
| Vuelta a EspañaVuelta | –    | –    | 108  | –    | 154  |

## Teams
- 2005 Auber 93
- 2006 Bouygues Télécom
- 2007 Bouygues Télécom
- 2008 Bouygues Télécom
- 2009 Bbox Bouygues Telecom
- 2010 Cofidis, le Crédit en Ligne
- 2011 Cofidis, le Crédit en Ligne
- 2012 Cofidis, le Crédit en Ligne
- 2013 Cofidis, Solutions Crédits
- 2014 CC Périgueux Dordogne
- 2015 CC Périgueux Dordogne